# 燕九郎
燕九郎（日语：／ Tsubakuro */?）為日本職棒東京養樂多燕子的吉祥物。初登場在1994年4月9日明治神宮球場，養樂多對戰阪神虎的比賽。2008年成為日本職棒第一位達成連續1000主場出賽的吉祥物，目前正朝史無前例的通算3000場出賽的目標邁進。
2015年6月27日，達成連續1500主場出賽紀錄。2022年8月5日，達成通算2000主場出賽紀錄。2025年2月19日，東京養樂多燕子隊官方網站宣布燕九郎的的扮演者（操偶師）離世。

## 特徵
以燕子圖案為隊名的角色。命名是從燕子(ツバメ)日文的舊唸法「つばくろ」而來，九郎與苦勞發音相同，也有兩軍對戰陷入逆境也要爭取勝利的意思。但他本人對此既不知情也沒興趣。
身為日職12球團主要吉祥物，與其他隊最大的區別是不穿制服，並聲稱胸前的「Swallows」字樣為刺青。除了戴頭盔，基本上呈現裸體姿態，偶爾因配合活動才特別穿著服飾。
由於外形關係，常被誤認為企鵝，因此也有「肥企鵝」之稱，亦因為其性格豪邁奔放，時常做出出格的行為，因此被戲稱為畜牲企鵝。後來在契約中被加上若被誤認作企鵝需要被減薪的條款。
2012年及2021年季後曾兩度提出FA，均獲得大量團體邀請加盟，惟最後皆接受球團的加薪續留，經過一番談判後，目前的年薪為5萬日圓另加上「養樂多1000」的無限暢飲。